# Fűrészes fűz
A fűrészes fűz (Salix breviserrata) a fűzfafélék (Salicaceae) család fűz (Salix) nemzetségébe tartozó, kis termetű havasi növényfaj. Az Alpok és a Dolomitok, a Pireneusok és az Appenninek magashegyi területein, mésztörmelékein és savanyú talajokon, morénákon fordul elő. Nagy területen elterjedve megfoghatja az omladéklejtőket. Sziklakertek szép növénye is lehet.

## Jellemzői
A fűrészes fűz 30 cm-es magasságig megnövő, dúsan elágazó, leterülő kis cserje. A hajtások általában ívesen felállók. Az ágak rövid szártagúak, barnák, enyhén fénylők, a kéreg felszakadó, rétegesen hámló. A 3 cm hosszúságú, elliptikus vagy visszás tojásdad levelek ékes vállúak, rövid nyélbe keskenyedők, élük finoman, szabályosan fűrészes. A fiatal levéllemez mindkét oldalon dúsan szürke gyapjas, később felül, nagyítóval láthatóan pókhálósan szőrözött, alul gyakran kopasz, fényes. Pálha csak ritkán fordul elő.
A barkák felállók, hosszú kocsányon ülnek. Az ovális, 13 cm hosszúságú porzós barkák porzószálai igen hosszúak, kopaszak. A rövid henger formájú, 15 mm hosszú termős barkák termője ülő, orsóforma, hosszú, dús, selymes szőre van, bibeszála bíborvörös, a bibeágak merevek. A murvalevél kétszínű, alapján világos, többi részén sötét bíbor, a hátán fehéres selymes, csúcsán szakállas. A fűrészes fűz nektármirigyei bíborszínűek, hosszú buzogány alakúak.
Könnyen összetéveszthető a havasi fűzzel (Salix alpina).